# جنگل‌نشین شرقی
جنگل‌نشین شرقی (نام علمی: Automolus subulatus)، که همچنین به عنوان جنگل‌نشین آمازونی شناخته می‌شود، گونه‌ای از پرندگان در زیرتیرهٔ Furnariinae از تیرهٔ تنورمرغان (Furnariidae) است. در بولیوی، برزیل، کلمبیا، اکوادور، پرو و ونزوئلا یافت می‌شود.